# 컬러 매트릭스
컬러 매트릭스(색상 행렬,color  matrix)은 색상 변환에 대한 광범위한 규칙적이고 일관된 조작을 가능하게 하는 행렬 연산이다.

## 형태
{\displaystyle {\begin{pmatrix}a_{11}&a_{12}&a_{13}&a_{14}&a_{15}\\a_{21}&a_{22}&a_{23}&a_{24}&a_{25}\\a_{31}&a_{32}&a_{33}&a_{34}&a_{35}\\a_{41}&a_{42}&a_{43}&a_{44}&a_{45}\\0&0&0&0&1\end{pmatrix}}{\begin{pmatrix}R\\G\\B\\A\\1\end{pmatrix}}={\begin{pmatrix}R'\\G'\\B'\\A'\\1\end{pmatrix}}}

## 응용
Color Matrix 프리미티브는 RGB 값과 알파값을 새로운 값으로 매핑하게 한다. 변환은 하단 행이 고정된 5x5 행렬로 설명되며 따라서 일반 변환은 5x4 행렬로 설명된다. 다섯 번째 열은 RGB 또는 알파와 독립적인 값을 추가하여 비선형색 보정을 가능하게 한다.
 4 가지 유형의 변환이 정의되며 그 중 3 가지가 첫 번째 클래스의 특수 클래스이다.
    매트릭스 : 전체 5 × 4 매트릭스가 정의된다. 가장 일반적인 경우이다.
    포화도 : 하나의 숫자 s를 지정하여 채도를 줄인다. s의 범위는 0.0 (완전히 채도가 없음) ~ 1.0 (변경되지 않음)이다. RGB 값만 변경된다. 정확한 수식은 다음과 같다.
        R'= (0.213 + 0.787s) R + 0.715 × (1- s) G + 0.072 × (1-s) B
        G'= 0.213 × (1- s) R + (0.715 + 0.285s) G + 0.072 × (1-s) B
        B'= 0.213 × (1- s) R + 0.715 × (1-s) G + (0.072 + 0.928s) B
    색조 회전 : 색조는 하나의 숫자를 지정하여 이동한다. 포화 상태와 마찬가지로 RGB 값만 변경된다. 정확한 수식은 매우 복잡하다. 초록색에서 초록색으로 변하는 것은 아니다.
    알파에 대한 휘도 : 휘도는 알파 = 0.2125 × R + 0.7154 × G + 0.0721 × B (ITU-R 권장 사항 BT709, HDTV 컬러 표준) 고정식을 통해 알파로 변환된다.

## 같이 보기
- YCbCr